# Erie (Kansas)
Erie ist ein Ort in Neosho County im Südosten von Kansas in den USA. Bei der Volkszählung 2020 hatte es 1047 Einwohner. Es ist Verwaltungssitz der Grafschaft Neosho County.
Der Überlieferung nach entstand der Ort 1866 durch Zusammenschluss des nordwestlich vom jetzigen Zentrum liegenden Ortes Old Erie und des südöstlich liegenden Ortes Crawfordsville.